# Ґрабіни-Замечек (Поморське воєводство)
Ґрабіни-Замечек (пол. Grabiny-Zameczek, нім. Herrengrebin) — село в Польщі, у гміні Сухий Домб Ґданського повіту Поморського воєводства.
Населення — 823 особи (2011).
У 1975-1998 роках село належало до Гданського воєводства.

## Демографія
Демографічна структура станом на 31 березня 2011 року:
|          | Загалом | Допрацездатний вік | Працездатний вік | Постпрацездатний вік |
| -------- | ------- | ------------------ | ---------------- | -------------------- |
| Чоловіки | 430     | 102                | 300              | 28                   |
| Жінки    | 393     | 80                 | 253              | 60                   |
| Разом    | 823     | 182                | 553              | 88                   |